# Actinide
Elementele actinide (actinoide) reprezintă un grup de 15 elemente metalice radioactive situate în sistemul periodic de la actiniu (Z= 89) până la lawrenciu (Z=103). Fac parte, alături de lantanide (lantanoide) din grupa metalelor tranziționale de tip f. Într-o oarecare măsură, grupul elementelor actinide (89 ≤Z ≤103) se suprapune peste grupul elementelor transuraniene (cu număr de ordine Z ≥93). De asemenea, actinidele minore sunt incluse în grupul actinidelor.
| Grupă →     | 4 IV B | 5 V B | 6 VI B | 7 VII B | 8 VIII B | 9 VIII B | 10 VIII B | 11 I B | 12 II B | 13 III A | 14 IV A | 15 V A | 16 VI A | 17 VII A | 18 VIII A |
| ----------- | ------ | ----- | ------ | ------- | -------- | -------- | --------- | ------ | ------- | -------- | ------- | ------ | ------- | -------- | --------- |
| ** Actinide | 89 Ac  | 90 Th | 91 Pa  | 92 U    | 93 Np    | 94 Pu    | 95 Am     | 96 Cm  | 97 Bk   | 98 Cf    | 99 Es   | 100 Fm | 101 Md  | 102 No   | 103 Lr    |

## Structura electronică
Actinidele sunt situate în perioada a 7-a în sistemul periodic. Toate au 86 de electroni distribuiți precum în gazul nobil radon și trei electroni adiționali care pot fi poziționați în orbitali 6d sau 7s (în exterior). Fiecare electron adițional ocupă apoi orbitalii interiori, ceea ce conduce la fenomenul de contracție a actinidelor (similar contracției lantanidelor). Specific, seria se formează prin inserarea unui extra electron pentru fiecare element nou succesiv în orbitalii 5f. Cu toate acestea, electronii de valență se găsesc de obicei în orbitalii 6d și 7s. Astfel, diferența majoră între atomii elementelor seriei este prezența electronilor 5f adiționali în interiorul norului electronic. Fiind poziționat în al cincilea strat, electronul distinctiv afectează proprietățile actinidelor într-un mod minor, întrucât electronii 5f nu contribuie în mod normal la formarea legăturii chimice. 
Există însă un număr de excepții de la acestă tendință generală, după cum se poate observa mai jos: 
- Actiniu (Ac), Z= 89, [Rn]6d17s2
- Thoriu (Th), Z= 90, [Rn]6d27s2
- Protactiniu (Pa), Z= 91, [Rn]5f26d17s2
- Uraniu (U), Z= 92, [Rn]5f36d17s2
- Neptuniu (Np), Z= 93, [Rn]5f46d17s2
- Plutoniu (Pu), Z= 94, [Rn]5f67s2
- Americiu (Am), Z= 95, [Rn]5f77s2
- Curiu (Cm), Z= 96, [Rn]5f76d17s2
- Berkeliu (Bk), Z= 97, [Rn]5f97s2
- Californiu (Cf), Z= 99, [Rn]5f107s2
- Einsteiniu (Es), Z= 99, [Rn]5f117s2
- Fermiu (Fm), Z= 100, [Rn]5f127s2
- Mendeleviu (Md), Z= 101, [Rn]5f137s2
- Nobeliu (No), Z= 102, [Rn]5f147s2
- Lawrenciu (Lr), Z= 103, [Rn]5f146d17s2

## Stări de oxidare
Actinidele prezintă stări de oxidare diverse în compuși, stabilitatea acestora depinzând dramatic de starea de agregare a respectivelor combinații chimice.
Americiul și californiul formează halogenuri în această stare de oxidare. Există studii spectroscopice care indică faptul că și actinidele mai grele decât californiul ar forma compuși în această stare de oxidare. 
Starea de oxidare 3+ este întâlnită în toată seria, cu excepția thoriului și protactiniului. Există o similaritate evidentă între toate aceste elemente în starea de oxidare 3+, precum și cu lantanidele în aceeași stare de oxidare. Din această cauză, separarea elementelor și a compușilor acestora este - de multe ori - dificilă. 
Similar, starea de oxidare 4+ este frecventă pentru thoriu, protactiniu, uraniu, neptuniu, plutoniu, berkeliu, fiind întâlnită și în unii compuși ai americiului, curiului și californiului (în special, în soluții).
Stări de oxidare superioare sunt specifice actinidelor, nefiind întâlnite în seria lantanidelor. Protactiniul poate atinge starea maximă de oxidare 5+. Uraniul, neptuniul și americiul pot apărea în starea de oxidare 5+ și 6+. Doar neptuniul și plutoniul pot atinge starea de oxidare 7+.

## Răspândire
În mod natural, doar primele patru elemente din serie apar în mediul înconjurător. Thoriul și uraniul sunt constituienți primordiali ai scoarței tereste (izotopii 232Th, 235U și 238U au timpi de înjumătățire comparabili cu cel al vârstei Pământului și supraviețuit de la formarea Sistemului Solar. 234U este un produsul de dezintegrare α al 238U. La rândul lor, actiniul și protactiniul sunt parte a seriilor naturale de dezintegrare, izotopi ai acestora fiind produși continuu în urma dezintegrării izotopilor thoriului și uraniului. 
Toate celelalte elemente actinide (cunoscute și ca elemente transuraniene) sunt de origine antropică și sunt produse prin procese de bombardare a actinidelor naturale cu neutroni sau ioni grei în reactori sau acceleratori de particule. Neptuniul, americiul, curiul, berkeliul, californiul, einsteiniul și fermiul (așa numitele actinide minore) sunt produse - alături de plutoniu -  în timpul funționării reactorului nuclear ca urmare a activării combustibilului nuclear și sunt parte componentă a combustibilului nuclear epuizat. Restul actinidelor sunt produse de către cercetători în laborator, prin bombardarea unor ținte de iradiere cu particule α (mendeleviu), 12C sau 13C (nobeliu), 10B sau 11B (lawrenciu).

## Proprietăți nucleare
Izotopii actinidelor au proprietăți nucleare din cele mai diverse, motiv pentru care se recomandă a se verifica pagina individuală a fiecărui element. Astfel, timpii de înjumătățire pot varia de la nanosecunde la zeci de miliarde de ani. De asemenea, chiar dacă dezintegrarea α este o constantă de-a lungul seriei actinidelor, acesta este însoțită aproape intotdeauna de dezintegrări β și emisie de radiație γ. De asemenea, unii izotopi ai actinidelor mai grele pot emite neutroni. Evident, procesul care face actinidele unice relativ la alte elemente din sistemul periodic, este fisiunea (spontană sau indusă) a anumitor nuclee. 

## Utilizări
Unii izotopi ai actinidelor prezintă proprietatea de a fisiona, fapt exploatat de către om în scopuri pașnice (producerea de energie nucleară) sau militare (bomba atomică).
Indiferent de izotop, atomii de uraniu se dezintegrează spontan emițând particule α, proces exploatat în geocronologie (datarea uraniu-thoriu, datarea uraniu-plumb și datarea uraniu-uraniu).
Uraniul a fost folosit pe post de colorant în sticla de uraniu, producând diferite tente de culoare, în funție de starea de oxidare. A fost de asemenea folosit și în arta fotografică. Densitatea foarte mare (19,1 g/cm3) și proprietățile lui fizice îl recomandă pentru unele aplicații militare și civile. Principalele utilizări civile sunt: contragreutăți în aviație, ecrane împotriva radiațiilor, containere pentru surse de radioterapie, deșeuri radioactive și de transport pentru materiale radioactive. Densitatea foarte mare și faptul cǎ se poate aprinde ușor îl recomandă pentru fabricarea de muniție care poate penetra blindajul tancurilor. Când muniția cu uraniu sărăcit lovește vehicolul blindat se generează aerosoli ce constituie un risc potențial pentru combatanți. 
241Am este utilizat ca sursă de calibrare în spectrometria nucleară γ. A fost utilizat și ca sursă de ionizare în detectori de fum sau ca baterie atomică pentru persoane cu insuficiență cardiacă. 242Am este un emițător de neutroni și este ca atare utilizat uneori în radiografia cu neutroni.  
238Pu și 241Am sunt folositi ca generatoare electrice (în baza efectului Seebeck) pentru sonde spațiale trimise în misiuni în spațiul cosmic. 244Cm este folosit ca sursă de radiație α în spectrometrele Röntgen cu particule α în diverse misiuni pe Marte. 252Cf este utilizat într-o oarecare măsură în tratamentul împotriva cancerului.
Unele nuclee ale actinidelor pot fi folosite drept ținte de iradiere pentru producerea elementelor supergrele prin bombardare cu nuclee grele.